# Koloroa
Koloroa – hiszpański awangardowy film krótkometrażowy, nakręcony w technice wideo przez malarzy El Hortelano i Ceesepe i fotograficzkę Oukę Lele w okresie madryckiej movidy. Trwał 26 minut i bazował na estetyce telewizyjnego programu informacyjnego. 
Koloroa nakręcona była w estetyce surrealistycznej. Włączono do niej też inne dzieła sztuki np. filmy z fragmentami happeningu, jaki El Hortelano i jego partnerka Ouka Lele przygotowali z okazji pierwszej wystawy El Hortelano zorganizowanej w galerii René Metrása w Barcelonie oraz fotografie Ouki Lele. 
Film wyświetlono w 1981 roku w barcelońskiej Fundació Joan Miró. Wyemitowano go także w związanym z movidą programie La edad de oro, madryckim klubie Rock-Ola, w Museo Nacional Centro de Arte Reina Sofía oraz zagranicznych stacjach telewizyjnych (m.in. w Niemczech, USA, Holandii i Japonii).